# (100764) 1998 FR23
(100764) 1998 FR23 es un asteroide perteneciente al cinturón de asteroides descubierto el 20 de marzo de 1998 por el equipo del Lincoln Near-Earth Asteroid Research desde el Laboratorio Lincoln, Socorro, Nuevo México, Estados Unidos.

## Designación y nombre
Designado provisionalmente como 1998 FR23.

## Características orbitales
1998 FR23 está situado a una distancia media del Sol de 2,265 ua, pudiendo alejarse hasta 2,492 ua y acercarse hasta 2,037 ua. Su excentricidad es 0,100 y la inclinación orbital 2,911 grados. Emplea 1245,20 días en completar una órbita alrededor del Sol.

## Características físicas
La magnitud absoluta de 1998 FR23 es 15,9. 